# PAQR4
PAQR4 (англ. Progestin and adipoQ receptor family member 4) – білок, який кодується однойменним геном, розташованим у людей на 16-й хромосомі. Довжина поліпептидного ланцюга білка становить 273 амінокислот, а молекулярна маса — 29 126.
| 10         |  | 20         |  | 30         |  | 40         |  | 50         |
| ---------- |  | ---------- |  | ---------- |  | ---------- |  | ---------- |
| MAFLAGPRLL |  | DWASSPPHLQ |  | FNKFVLTGYR |  | PASSGSGCLR |  | SLFYLHNELG |
| NIYTHGLALL |  | GFLVLVPMTM |  | PWGQLGKDGW |  | LGGTHCVACL |  | APPAGSVLYH |
| LFMCHQGGSA |  | VYARLLALDM |  | CGVCLVNTLG |  | ALPIIHCTLA |  | CRPWLRPAAL |
| VGYTVLSGVA |  | GWRALTAPST |  | SARLRAFGWQ |  | AAARLLVFGA |  | RGVGLGSGAP |
| GSLPCYLRMD |  | ALALLGGLVN |  | VARLPERWGP |  | GRFDYWGNSH |  | QIMHLLSVGS |
| ILQLHAGVVP |  | DLLWAAHHAC |  | PRD        |  |            |  |            |

A: Аланін

C: Цистеїн

D: Аспарагінова кислота

E: Глутамінова кислота

F: Фенілаланін

G: Гліцин

H: Гістидин

I: Ізолейцин

K: Лізин

L: Лейцин

M: Метіонін

N: Аспарагін

P: Пролін

Q: Глутамін

R: Аргінін

S: Серин

T: Треонін

V: Валін

W: Триптофан

Кодований геном білок за функцією належить до рецепторів. 
Задіяний у такому біологічному процесі, як альтернативний сплайсинг. 
Локалізований у мембрані.